# Communauté d'intervention et d'aménagement du Grésivaudan et de son environnement
La Communauté d'intervention et d'aménagement du Grésivaudan et de son environnement (CIAGE) était une communauté de communes française, située dans le département de l'Isère et la région Rhône-Alpes.
Depuis le 1er janvier 2009 elle a rejoint la Communauté de communes du Pays du Grésivaudan.

## Composition
La CIAGE regroupait neuf communes du Haut-Grésivaudan et des balcons de Belledonne :
- Les Adrets
- Allevard-les-Bains
- Barraux
- La Flachère
- Goncelin
- Morêtel-de-Mailles
- Saint-Vincent-de-Mercuze
- Theys
- Le Touvet

## Historique
La CIAGE a été créée le 1er janvier 1994.